# Randolph megye (Észak-Karolina)
Randolph megye az Amerikai Egyesült Államokban, azon belül Észak-Karolina államban található. Megyeszékhelye és legnagyobb városa Asheboro. Lakosainak száma 144 171 fő (2020. április 1.). Randolph megye Guilford, Alamance, Chatham, Moore, Montgomery és Davidson megyékkel határos.

## Népesség
A megye népességének változása:
| Lakosok száma | 141 876 | 142 082 | 142 500 | 142 577 | 142 799 | 144 171 |
|               | 2010    | 2011    | 2012    | 2013    | 2015    | 2020    |